# هری برادشاو (بازیکن فوتبال)
هری برادشاو (انگلیسی: Harry Bradshaw; ۲۴ اوت ۱۸۷۳ – ۲۵ دسامبر ۱۸۹۹) بازیکن فوتبال در پست مهاجم اهل انگلستان بود.

## باشگاهی
از باشگاه‌هایی که در آن بازی کرده‌است می‌توان به باشگاه فوتبال تاتنهام هاتسپر، باشگاه فوتبال لیورپول، باشگاه فوتبال نورتویچ ویکتوریا و باشگاه فوتبال وستهام یونایتد اشاره کرد.

## تیم ملی
وی همچنین در تیم ملی فوتبال انگلستان بازی کرده‌است.